# Sorcières (revue)
Pour les articles homonymes, voir Sorcière (homonymie).
Sorcières, sous-titrée « Les femmes vivent », est une revue littéraire, artistique et féministe, créée par Xavière Gauthier en 1975 et disparue en 1982. Elle est publiée par les Éditions Albatros entre 1975 et 1978, puis par les Éditions Stock jusqu'en 1980 et enfin par les Éditions Slaktine-France. La revue est bimestrielle jusqu'en 1979 (no 17) puis devient triannuelle. La revue est participative et comporte 24 numéros tirés à 7500 exemplaires.

## Projet
Le projet de sa fondatrice Xavière Gauthier était de donner un espace pour l'expression des femmes et de liberté de parole.  Cet espace se centre sur l'écriture et la création et intègre une recherche sur l'écriture des femmes ainsi qu'un questionnement sur la particularité de la création féminine. La revue mêle participations textuelles et graphiques.
Chaque numéro correspond à un thème défini à l'avance. Parmi les thèmes choisis, on trouve "La nourriture", "Se prostituer", "L'art et les femmes" ou encore "La mort".
La  revue donne de la visibilité à des artistes plasticiennes telles que : Maria Albagnac, Trilles Bedarrides, Danièle Blanchelande, Colette Bréger, Sylvaine Chateau Peyrols, Christiane de Casterras, Andrée Marquet, Jacqueline Delaunay, Bernadette Faraggi, Leonor Fini,  Michèle Katz, Maria Klonaris, Katerina Thomadaki, Claude Maillart, Mechtilt, Nahia Mehadji, Sabine Monirys, Lou Perdu, Jeanne Socquet, Agnès Stacke.
Une exposition  est organisée du 12 au 26 février 1979 dans les locaux des éditions Stock. Il est choisi d'exposer des œuvres de 19 femmes de toutes les classes sociales qu'elles soient diplômées ou non. Maria Albagnac, Élizabeth Baillon, Colette Bréger,  Sylvaine Chateau Peyrols, Yvette Chon-Faure, Colette Deblé, Jacqueline Delaunay, Dominique Erret, Bernadette Farraggi, Leonor Fini, Monique Frison, Michèle Le Meur, Sylviane Levert, Lou Mater /Perdu, Mectilt, Najia Mehadji, Françoise Ménager, Jeeanne Socquet, Agnès Stacke y exposent dessins, peintures photographies, gravures, sculptures et textes.

## Contributrices
La rédaction reçoit de nombreux textes et de nombreuses participations d'écrivaines, poètes, romancières, psychanalystes, universitaires : Hélène Cixous, Chantal Chawaf, Marguerite Duras, Nancy Huston, Leïla Sebbar, Françoise Dolto, Michelle Perrot, Monique Canto, Noëlle Châtelet, Andrée Chedid, Danièle Sallenave, Julia Kristeva, Luce Irigaray, Dominique Desanti, Françoise Collin, Marianne Alphant, Geneviève Brisac, Nicole Brossard, Françoise Clédat, Xavière Gauthier, Françoise d'Eaubonne, Sylvie Fabre-Giacomini, Pierrette Fleutiaux, Madeleine Gagnon, Michèle Sarde, Victoria Thérame, Emma Santos, Irène Shavelzon, Viviane Forrester, Eugénie Lemoine-Luccioni, Françoise Loux ont été contributrices de la revue.

## Liste des publications
24 numéros sont publiés entre 1974 et 1981 avec un tirage de 6000 exemplaires.
1. La nourriture (1975), responsable: Xavière Gauthier; couverture: dessin original de Leonor Fini;  64 pages
2. La voix (1976), res: Xavière Gauthier, couv dessin original de Mechtilt; 64 p
3. Se prostituer (1976), res: Xavière Gauthier, couv photo de Jacqueline Delaunay; 64 p
4. Enceintes. Porter, accoucher (1976), responsable: Claude Hachblum, couv: dessin Agnès Stake;  64 p
5. Odeurs (1976), responsable: Anne Rivière; couverture: fusain de Nadja Mehadji; 64 p
6. Prisonnières (1976), res: Françoise Petitot, couv: Evelyne Ortieb; 64p
7. Écritures (1977), res: Xavière Gauthier; couv: peinture de Sabine Monirys; 64p
8. Fidélités (1977), res: Strasbourgeoises, couv: Martine Veaute; 64p
9. Le sang (1977), responsable: Evelyne Mezange, couv : plume de Colette Bréger; 64p
10. L'art et les femmes (1977), res: Jacqueline Delaunay, couv: peinture de Jeanne Socquet; 64p
11. Espaces et lieux (1978), responsable: Françoise Petitot; couverture: Colette Deblé; 64p
12. Théorie (1978), res: Anne Rivière; couv: diagramme chinois; 64p
13. Poupées (1978), res: Leïla Sebbar; couv: Chon-Faure; 64p
14. La jasette (1978), res: Québécoises; couv: Germaine Beaulieu; 64p
15. Mouvements (1978), res: Nadja Méhadji; couv: Nadja Méhadji; 64p
16. Désirs (1979), res: Françoise T.Clédat; couv: photo Lou Mater; 64p
17. Vêtement (1979), Yesa Boulahbel et Agnès Stake; couv: dessin de Agnès Stake;
18. La mort (1979), res: Monique Canto et Nancy Huston; couv: dessin de Mechtilt; 157p
19. La saleté (1980), res: Xavière Gauthier et Anne Rivière; couv: épave de Claude Maillard; 174p
20. La nature assassinée (1980), res: Sophie Chauveau, Françoise Clédat, Xavière Gauthier, Anne Rivière et Anne-Marie de Vilaine; couv: sculpture de Bernadette Faraggi;160p
21. Nouvelles et autres (1980), couverture Lou Perdu; 160p
22. Sorcelleries (1981), 160p
23. Enfants (1981), rés: Leïla Sebbar; couv: Anne Bozellec; 160p
24. Mythes et nostalgies (1982), res: Catherine Atlani et Catherine Hébert; couv: Mechtilt; 134p

## Archives
La bibliothèque Marguerite-Durand (13e arrondissement de Paris) en conserve des numéros.